# Juan Cala
Juan Torres Ruiz (ur. 26 listopada 1989 w Lebrija) – hiszpański piłkarz występujący na pozycji obrońcy w Cádiz CF.